# Max Payne 3
Max Payne 3 ist ein Videospiel des Entwicklers und Publishers Rockstar Games für Windows, macOS, Xbox 360 und PlayStation 3. Der Third-Person-Shooter erschien in Deutschland am 18. Mai 2012 für PlayStation 3 und Xbox 360 und am 1. Juni 2012 für den PC sowie am 20. Juni 2013 als Download für OS X. Das Actionspiel mit Neo-Noir-Handlung ist die Fortsetzung zu Max Payne (2001) und Max Payne 2: The Fall of Max Payne (2003) und führt die Geschichte um den titelgebenden Antihelden fort, für die Entwicklung war jedoch nicht mehr das finnische Studio Remedy Entertainment verantwortlich.

## Handlung
Der Spieler übernimmt wie in den Vorgängerspielen die Rolle des namensgebenden Protagonisten Max Payne, acht Jahre nach den Ereignissen in Max Payne 2. Wegen seiner Beziehung zur Auftragsmörderin Mona Sax musste Max seinen Job bei der New Yorker Polizei aufgeben und verließ die Stadt, um sich in Hoboken (New Jersey) niederzulassen. Nachdem der schwer alkoholkranke und tablettenabhängige Ex-Polizist den Sohn eines örtlichen Mafiapaten tötet, verlässt er auf Anraten seines Polizei-Freundes Raul Passos mit diesem gemeinsam die USA in Richtung São Paulo, um dort einen Neuanfang als Leibwächter zu versuchen. Er arbeitet dort für die einflussreiche Branco-Familie, bestehend aus dem Geschäftsmann Rodrigo Branco, dem Politiker Victor und dem Partygänger Marcelo. Max wird unter anderem mit dem Schutz von Rodrigos Ehefrau Fabiana beauftragt.
Die Handlung arbeitet wie bereits in den Vorgängern mehrfach mit Zeitsprüngen. Das Spiel beginnt unmittelbar mit der Ankunft Max' in seiner neuen Wohnung in São Paulo und erzählt während des Spielverlaufs verschiedene Schlüsselereignisse, wie etwa den Zwischenfall in Hoboken und andere handlungsrelevante Ereignisse, in mehrfachen Rückblenden. Entfallen im Vergleich zum Vorgänger sind die Zwischensequenzen in Comic-Form.
Bereits während eines Überfalls auf eine Privatparty der Brancos versuchen Mitglieder der Straßengang „Comando Sombra“ Fabiana zu entführen, können von Max jedoch vorerst daran gehindert werden. Bei einem weiteren Überfall in einem Nachtclub gelingt es ihnen letztlich doch, Fabiana in ihre Gewalt zu bringen. Eine geplante Lösegeldübergabe im Fußballstadion scheitert durch das Auftauchen einer paramilitärischen Gruppe namens „Crachá Preto“, die das Geld an sich nimmt, ebenso ein anschließender Befreiungsversuch, bei dem die Gangster mit ihrer Geisel entkommen. Zurück auf dem Anwesen der Brancos wollen sich Max und Passos mit Rodrigo Branco, dessen Bruder Victor und dem Chef der Polizei-Spezialeinheit Unidade de Forças Especiais (UFE) Armando Becker beratschlagen. Doch die Anlage wird von einem Killerkommando der Crachá Preto angegriffen. Rodrigo Branco wird getötet und die Anlage durch eine Bombenexplosion zerstört. Max kann entkommen und bringt in Erfahrung, dass der Angriff ursprünglich ihm gegolten habe und dass Fabiana in den Favelas der Stadt gefangen gehalten werde.
Max fühlt sich verantwortlich für all das, was den Brancos passiert ist. Er entschließt sich, Abstand vom Alkohol zu nehmen und einen weiteren Rettungsversuch für Fabiana zu unternehmen. Der ansässige Polizei-Detective Wilson Da Silva erklärt ihm, dass das Crachá Preto von Rodrigo Branco mehrfach für widerrechtliche Operationen angeheuert wurde. Da Silva glaubt weiterhin, dass sowohl die UFE als auch Rodrigos Bruder Victor mit den jüngsten Ereignissen in Verbindung stehen. Auf seiner Suche in den Favelas entdeckt Max schließlich Fabiana sowie ihre Schwester Giovanna (zugleich Passos' Freundin) und Marcelo Branco. Giovanna und Marcelo haben sich selbstständig in die Favela begeben, in der Hoffnung, Fabiana bei der Gang auslösen zu können. Doch Comando-Sombra-Anführer Serrano erschießt Fabiana und flieht mit den beiden verbliebenen Geiseln. Während Max die Verfolgung aufnimmt, greift die UFE die Favela an. Max wird Zeuge, wie die UFE der Crachá Preto gegen Bezahlung eine Reihe Gefangener übergibt. Schließlich findet Max Marcelo und Giovanna, die sich inzwischen in den Händen des stellvertretenden Crachá-Preto-Anführers Milo Rego befinden. Er muss jedoch mit ansehen, wie Marcelo von diesem grausam umgebracht wird. Max tötet daraufhin Rego und rettet Giovanna. Später taucht Passos auf, um sie mit dem Hubschrauber abzuholen, allerdings flieht er mit Giovanna und lässt Max zurück, welcher kurz darauf von Wilson Da Silva gerettet wird.
Nach einem Tipp Da Silvas dringt Max in ein verkommenes Hotel ein und entdeckt, dass das Hotel Crachá Preto als Basis für ein kriminelles Organschmuggel-Netzwerk dient. Er erfährt weiterhin, dass die Organisation die UFE bezahlt, damit diese Leute in den Favelas verhaftet und anschließend für die Organentnahme ausliefert. Kurz darauf legt Payne Sprengstoff, um den gesamten Komplex zu zerstören. Beinahe wird er dabei von Crachá-Preto-Anführer Álvaro Neves erschossen, wird aber von Raul Passos gerettet, der kurze Zeit später mit der schwangeren Giovanna die Stadt verlässt. Währenddessen findet Da Silva heraus, dass Armando Becker und Victor Branco tatsächlich hinter allem stecken. Er bittet Max, sich darum zu kümmern, da er wegen starker Korruption keine Möglichkeit sieht, beide auf legalem Wege festsetzen zu können.
Max kämpft sich daher durch die UFE-Zentrale und findet heraus, dass Becker und das UFE hinter der Ermordung von Rodrigo Branco stecken: Beckers Assistent, ein Mann namens Bachmeyer, hatte sich vor dem Angriff der Crachá Preto auf die Anlage in Rodrigos Büro versteckt und diesen kurz darauf erschossen. Victor, den Max kurz darauf mit Becker aufspürt, erklärt Max, dass er von seinem Bruder mehr Geld für seinen Wahlkampf haben wollte. Er befahl daher Crachá Preto, die Lösegeldübergabe im Fußballstadion zu unterbrechen. Mit dem Geld wurden die illegalen Organentnahmen finanziert, deren Gewinne wiederum zur Finanzierung von Victors Wahlkampf verwendet wurden. Victor und Becker fliehen, von Max verfolgt, zum Flughafen, um mit Rodrigos Privatjet aus São Paulo zu flüchten. Becker erleidet im Kampf mit Max schwere Verbrennungen, an denen er kurz darauf stirbt. Mit Hilfe von Wilson Da Silva zerstört Max anschließend auch Brancos Jet, verschont Victor jedoch, damit diesem der Prozess gemacht werden kann.
Eine Woche später sieht Max Payne am Strand von Bahia in Brasilien die neuesten Nachrichten im Fernsehen. Dort erfährt er, dass die UFE wegen ihrer Verbindungen zum illegalen Organhandel aufgelöst wurde und dass Victor Branco erhängt in seiner Zelle gefunden wurde. Ob es sich dabei um Selbstmord handelte, bleibt unklar. In der letzten Szene des Spiels sieht man Max, wie er seinen Urlaub in Bahia genießt, entschlossen, sein Leben fortzuführen.

## Spielprinzip
Der Spieler steuert seine Figur direkt aus einer Third-Person-Perspektive durch weitgehend linear aufgebaute Level. Die für die Serie typische Bullet Time, in der das Spielgeschehen stark verlangsamt und die Zeit zur besseren Anvisierung des Gegners verwendet werden kann, ist auch für den dritten Teil prägendes Stilmerkmal der Kämpfe. Max kann per Tastendruck Hechtsprünge ausführen. Mit Hilfe eines Deckungssystems kann Max die Anweisung gegeben werden, hinter Wänden und Objekten Schutz vor gegnerischen Angriffen zu suchen.
Erstmals in der Seriengeschichte besitzt Max Payne 3 einen Mehrspielermodus für maximal 16 Spieler. Neben den Varianten Deathmatch und Team-Deathmatch existierte eine Spielvariante Gang Wars, in der zwei Spielerteams in fünf Runden gegeneinander antreten. Die Spielvariante ändert sich dabei jede Runde und ist abhängig vom Verlauf der Vorrunde. Lediglich die entscheidende fünfte Runde ist festgelegt als Team-Deathmatch, für das sich die Teams in den vier Runden Vorteile erarbeiten können. Im sogenannten Paynekiller-Modus übernimmt ein Spieler die Rolle von Max Payne und einer die von Raul Passos. Beide treten gegen die restlichen Spieler an. Die Rollenverteilung ändert sich, sobald es gelingt, einen der beiden zu eliminieren. Der Spieler, dem der Abschuss gelang, übernimmt daraufhin die Rolle von Payne beziehungsweise Passos.

## Entwicklung
Max Payne 3 wurde im März 2009 mit einem Veröffentlichungszeitraum Winter 2009 angekündigt. Hauptverantwortlich für die Entwicklungsarbeiten war das Rockstar-Studio in Vancouver, mit Unterstützung der Schwesterstudios Rockstar London, Rockstar New England und Rockstar Toronto.
Im Januar 2010 berichtete Joystiq über Missmanagement, wonach die Handlung des Spiels bereits zum dritten Mal umgeschrieben worden wäre und das Unternehmen die Entwickler zu hartem Crunch mit einer Sechs-Tage-Woche bei 14–16 Stunden täglicher Arbeit und Urlaubsbeschränkungen verpflichtet habe, um den Veröffentlichungszeitraum Ende 2010 einhalten zu können. Die Meldung erschien im Umfeld eines offenen Briefs der Ehepartner von Mitarbeitern bei Rockstar San Diego, den sog. „Rockstar Wives“, die zuvor über ähnlich katastrophale Arbeitsbedingungen klagten und damit auf ein systemisches Problem der Spieleentwicklung hinweisen wollten. Bis zur tatsächlichen Veröffentlichung der Konsolenversion des Spiels im Mai 2012 und zur geplanten Veröffentlichung der Computerversion im Juni 2012 wurde das Spiel mehrfach verschoben.
Technisch verwendet das Spiel die von Rockstar selbst entwickelte Rockstar Advanced Game Engine (RAGE). Für die Physikberechnungen wurde Natural Motions Euphoria-Engine lizenziert, die für Bewegungswiedergabe der Spielfigur, etwa bei Schusstreffern oder Sprüngen, und die Berechnung von Zerstörungen an Objekten zum Einsatz kam. Der Soundtrack zum Spiel wurde von der US-amerikanischen Noise-Rock-Band Health komponiert.

## Rezeption
Max Payne 3 erhielt mehrheitlich ausgezeichnete Kritiken. Carsten Görig vom „Spiegel“ verglich die Inszenierung des Spiels mit den Filmen City of God und Tropa de Elite. Vereinzelt wurde Max Payne 3 jedoch auch verhalten aufgenommen. David Hugendick von Die Zeit bemängelte beispielsweise, dass sich die Entwickler zu sehr auf die Inszenierung von Gewaltorgien beschränkt hätten. Im Vergleich zu anderen Rockstar-Produktionen wie Grand Theft Auto IV oder Red Dead Redemption lasse das Spiel jede Subtilität oder erzählerische Ambition vermissen. Er bemängelte dabei auch den streng linearen Spielaufbau und bezeichnete ihn als anachronistisch zu den Open-World-Lösungen der Vergleichsspiele.
In Take-Twos Geschäftsbericht 2012 vom 22. Mai 2012 vermeldete das Unternehmen den Verkauf von drei Millionen Exemplaren des Spiels für Xbox 360 und PS3. Gemäß den Angaben Take Twos im ersten Quartalsbericht für das Geschäftsjahr 2013 blieben die Verkaufszahlen damit weltweit hinter den Erwartungen zurück. In den USA wurden im ersten Verkaufsmonat nur 440.000 Einheiten verkauft, prognostiziert wurden jedoch 600.000. Die Presse vermutete den zeitnahen Release von Blizzards Bestseller Diablo III (3,5 Mio. verkaufte Exemplare am ersten Verkaufstag) am 15. Mai 2012 als Grund für die schleppenden Verkaufszahlen von Max Payne 3.
Rockstar Vancouver wurde im Juli 2012 geschlossen, da die Muttergesellschaft ihre kanadischen Aktivitäten bei Rockstar Toronto zu bündeln gedachte. Den zuletzt 35 Mitarbeitern von Rockstar Vancouver wurde das Angebot zum Wechsel dorthin unterbreitet. Als Gründe wurden die für Take Two enttäuschenden Verkaufszahlen von Max Payne 3 sowie die von der Provinz Ontario gewährte finanzielle Unterstützung nebst Steuervorteilen vermutet.